# Potnias
Potnias (en griego, Πότνιαι) es el nombre de una antigua ciudad griega de Beocia. Sus habitantes se llamaban «potnieos».
Es mencionada en las Helénicas de Oxirrinco: Potnias fue una de las poblaciones que, junto con Eritras, Escafas, Escolo, Áulide, Esqueno y otras localidades semejantes que no tenían murallas, habían hecho sinecismo con Tebas, ciudad que duplicó así su número de habitantes.
Ello ocurrió ante la amenaza de los atenienses, al inicio de la guerra del Peloponeso.

## Ritos y creencias
Pausanias señala que se encontraba allí un bosque sagrado de Deméter y Coré y que las imágenes que había en el río junto a Potnias se llamaban «Potniadas». Puesto que además, Potnia significa «señora», parece que este es el motivo por el que la ciudad tomó este nombre. 
Hay también un templo de Dioniso Egóbolo. Durante un sacrificio a Dioniso se dice que el estado de embriaguez llegó a tal punto que mataron al sacerdote del templo. Entonces vino una peste y el oráculo de Delfos dijo que deberían sacrificar un niño hermoso. Así lo hicieron y pocos años después Dioniso sustituyó con una cabra al niño en el sacrificio. 
Pausanias menciona también una fuente en Potnias de la que existía la creencia de que si bebían las yeguas, enloquecían.
En el camino de Potnias a Tebas había una serie de columnas, en un recinto pequeño, donde se creía que se abrió la tierra que se tragó a Anfiarao, personaje de la mitología griega. Se decía que en esas columnas nunca se posaba ningún pájaro y ningún animal, doméstico ni salvaje, comía la hierba de ese lugar.

## Localización
Potnias no es mencionada en el catálogo de las naves de la Ilíada pero Estrabón señalaba que algunos creía que cuando Homero citaba a Hipotebas, en realidad se refería a Potnias. El geógrafo la ubica en una llanura situada frente a Tebas, cerca de una fuente llamada Dirce. Por su parte, Pausanias, que vio las ruinas de la ciudad, menciona que la distancia entre Potnias y Tebas era de diez estadios.
Se localiza cerca de una pequeña población llamada Taji, a 1,5 km al sudoeste de Tebas.